# Кшеснічка
Кшеснічка (пол. Krześniczka, нім. Neu Wilkersdorf, also Chausseekolonie) — село в Польщі, у гміні Вітниця Ґожовського повіту Любуського воєводства.
Населення — 115 осіб (2011).
У 1975-1998 роках село належало до Гожовського воєводства.

## Демографія
Демографічна структура станом на 31 березня 2011 року:
|          | Загалом | Допрацездатний вік | Працездатний вік | Постпрацездатний вік |
| -------- | ------- | ------------------ | ---------------- | -------------------- |
| Чоловіки | 53      | 7                  | 45               | 1                    |
| Жінки    | 62      | 7                  | 41               | 14                   |
| Разом    | 115     | 14                 | 86               | 15                   |